# Culture de Catignano
Objets typiques
Culture caractérisée par un style de poterie
La culture de Catignano est une culture archéologique du Néolithique du centre-sud de l'Italie. Elle est éponyme du site de Catignano situé dans la localité du même nom dans les Abruzzes. Ce village qui s'étendait sur 3 ha a été fouillé sur 2100 m² entre 1971 et 1980 et de nouveau à la fin des années 90,,. La poterie peinte à bandes rouges qui caractérise la principale phase d'occupation a permis à C. Tozzi et C. Pitti de définir cette culture qui a ensuite été identifiée dans d'autres sites de la région.

## Chronologie et répartition géographique

### Chronologie
Les nombreuses datations radiocarbones effectuées notamment dans le site de Catignano mais aussi dans d'autres sites, indiquent qu'elle s'est épanouie dès 5640 jusqu'à 4580 av. J.-C. Cependant la principale phase de développement se limite à quatre siècles entre 5300 et 4900 av. J.-C..
À ce jour, il n'existe aucune subdivision dans cette culture qui semble particulièrement homogène au cours de cette période.

### Origines et évolution
L'analyse des formes et des décors des poteries indique qu'elle est très probablement issue d'une évolution locale de la culture de la céramique imprimée qui caractérisait le début du Néolithique de cette région.
Après la phase principale de développement, les formes et les décors des poteries évoluent progressivement jusqu'à présenter certains aspects qui caractérisent le faciès de Fossacesia ainsi que la culture de Ripoli,.

### Répartition géographique
Entre la seconde moitié du 6e millénaire et le début du 5e millénaire, les sites du centre et le sud de la péninsule italienne se caractérisent par la présence de céramiques peintes à bandes rouges. La forme et les décors de ces poteries permettent de définir trois groupes :
- la culture de Catignano dans les Abruzzes,
- la culture de Passo di Corvo[9] dans la région de Foggia et de Bari,
- un groupe dans la région de Matera et dans le Salente.

À cette période, on trouve cependant de la céramique peinte à bandes rouges non bordées jusque dans le Molise, dans le Latium, en Ombrie et dans les Marches. Ainsi, de telles poteries ont été découvertes dans le site palafitte de La Marmotta, près du lac de Bracciano et même jusque dans la grotte Bella près de Terni. 
Les sites clairement attribuables à la culture de Catignano sont regroupés dans une région limitée au nord par montagne des Fleurs (it), au sud par le versant méridional de la Maiella, à l'est par la côte adriatique, à l'ouest par le bassin du Fucin. En dehors de cette aire géographique, elle est attestée de manière exceptionnelle au sud du Gargano dans la grotte Scaloria, fréquentée à cette période à des fins cultuelles,.
Son influence se fait sentir dans l'ensemble des régions adriatiques, jusque dans les régions septentrionales, par exemple sur la culture de Fiorano. Ces influences sont probablement mutuelles. 
Il existe des parallèles étroits entre le style de la poterie de Catignano et celui de Scaloria Bassa, ce dernier étant éponyme de la grotte du sud du Gargano.

## Mode de vie
Les communautés de cette période pratiquaient l'agriculture et l'élevage. 
Dans les Abruzzes, dans un environnement dominé à l'époque par des forêts, différentes variétés de blés, deux variés d'orge, du froment, de l'avoine, des lentilles et des fèves étaient cultivés. En outre, des noisettes, des pommes et des poires sauvages étaient récoltées. 
Des moutons, des chèvres, des bovins et des porcs étaient élevés. La chasse au cerf, au chevreuil, à l'aurochs, à l'ours et à d'autres espèces était pratiquée mais avait un rôle secondaire.
Malgré la relative richesse de l'environnement et les pratiques agricoles, les communautés préhistoriques souffraient visiblement de pénuries alimentaires régulières. En effet, l'analyse du squelette d'un enfant découvert dans le site de Catignano montre qu'il a subi 7 épisodes de stress alimentaire entre l'âge de 2 et 9 ans. Cela correspond à des crises alimentaires saisonnières.
Au moins dans certains villages, des individus étaient spécialisés dans certaines activités artisanales, notamment dans la réalisation de poteries.

## Occupation du territoire et habitat
L'occupation du territoire est encore mal cernée puisque seuls trois villages de plein air sont connus. Les autres sites sont des grottes, fréquentées visiblement pour des pratiques rituelles.
Le village de Catignano est constitué d'une grande variété de structures, majoritairement circulaires. Certaines sont interprétées comme des cabanes. Ces dernières, à fleur de terre, sont rectangulaires et présentent une abside à une de leurs extrémités,.
Des grandes fosses remplies de cendre, de charbons et de galets qui ont visiblement été exposées au feu sont interprétées comme des structures de combustion,. 
Il existe également des silos cylindriques d'environ un mètre de diamètre destinés probablement au stockage des céréales. Un four a également été découvert dans le site.

## Productions matérielles

### Céramique
Les poteries se répartissent en trois classes : figulines (c'est-à-dire à pâte épurée), fines et grossières. Cette dernière représente entre 30 et 38 % de l'ensemble des poteries dans les sites.
Les formes de ces poteries sont assez simples. Il s'agit, entre autres, d'écuelles, de tasses et de vases-bouteilles à fond arrondis.
Cette céramique est très homogène non seulement dans ses formes mais aussi dans ses décors sur toute la culture  de Catignano.
Cela suggère l'existence de modèles. Les décors sont peints non seulement à l'extérieur mais également à l'intérieur des vases. Ceux de l'intérieur sont nettement moins normés que ceux de l'extérieur des vases.
On note la présence de quelques vases zoomorphes, par exemple à Colle Cera.

### Outillage en roche taillée
L'outillage en roche taillée est réalisé dans différentes matières premières. Certaines sont probablement d'origine locale ou régionale, comme plusieurs variétés de silex. D'autres sont d'origine plus lointaines, comme l'obsidienne et le silex du Gargano et attestent de relations avec des régions lointaines.
L'obsidienne apparaît par exemple à Catignano où elle représente moins de 10 % des éléments en roche taillée,. Elle vient majoritairement de Palmarola et de Lipari. Elle parvient dans le site sous la forme de blocs dégrossis. Elle est ensuite débitée sur place, à la fois sous la forme de petites lames réalisées par pression mais aussi d'éclats.
Le silex du Gargano apparaît sous la forme de rares lames réalisées par pression debout et par pression au levier.
Dans l'outillage, on trouve des éléments de faucille dont certains portent des traces de bitume. Cette matière, dont plusieurs gisements existent dans les Abruzzes, était employée pour leur emmanchement. Sont présents également quelques tranchets en silex.

### Autres éléments
L'outillage en os est très limité. On ne trouve que 250 outils dans ce matériau dans le site de Catignano.
Les objets en roche polie et les meules sont rares. Au moins une des haches polies de Catignano, réalisée dans une roche verte, serait originaire des Alpes.
Les éléments de parure, découverts notamment à Catignano, sont rares mais très variés dans leurs matières premières (coquillage, stéatite, os, défense de sanglier) et leur typologie,.
Des petites figurines en terre-cuite, très schématiques, ont été découvertes dans les villages de Colle Cera et Catignano,

## Pratiques funéraires et rituelles
Plusieurs inhumations ont été découvertes au sein même du village de Catignano. Le crâne d'une femme présente deux trépanations. Elle a survécu environ un an à l'opération. La tombe d'un enfant a également été exhumée. Une coupe en céramique était posée près de sa tête.
Dans la grotte Scaloria, une fosse commune a été fouillée. Aucun objet n'était associé aux inhumés qui étaient en position recroquevillée. Dans cette même grotte, plusieurs éléments suggèrent des pratiques cultuelles liées à l'eau. Des vases étaient destinés à recueillir les eaux de stillation. D'autres vases étaient placés autour des stalagmites.

## Sites principaux
Selon M. Colombo, trois villages et huit grottes sont attribuables au moins en partie à la culture de Catignano :
- grotte Beatrice Cenci di Cappadocia (Abruzzes)
- Zone archéologique de Catignano (Abruzzes)
- Colle Cera
- grotte Continenza
- grotte de Pescosansonesco
- grotte des Piccioni (Abruzzes)
- grotte La Punta
- grotte Oscura di Bolognano
- grotte San Nicola
- grotte Sant'Angelo di Civitella del Tronto (Abruzzes)
- grotte Scaloria (Pouilles)
- Villa Badessa